# Tsumago-juku

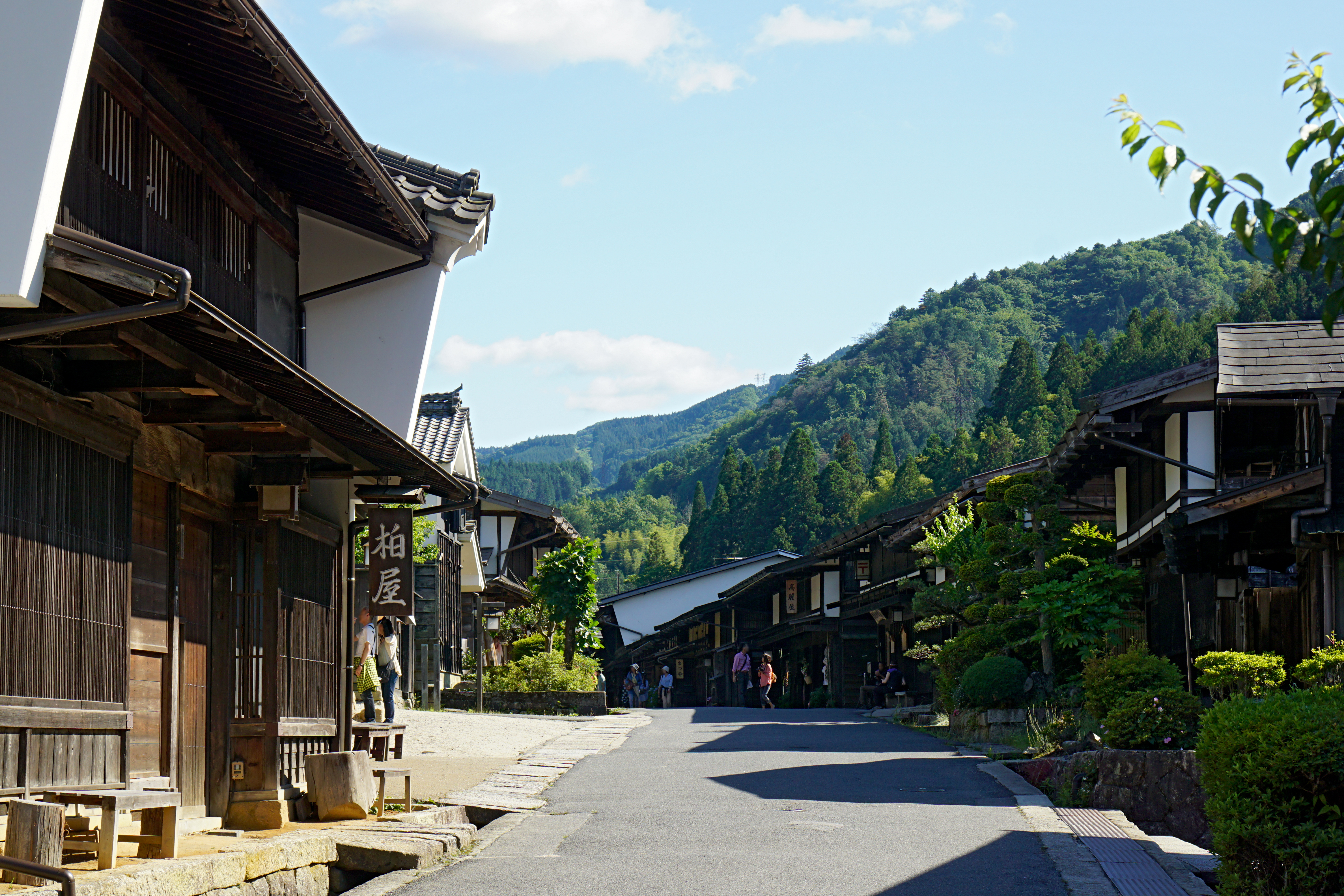
Tsumago-juku.

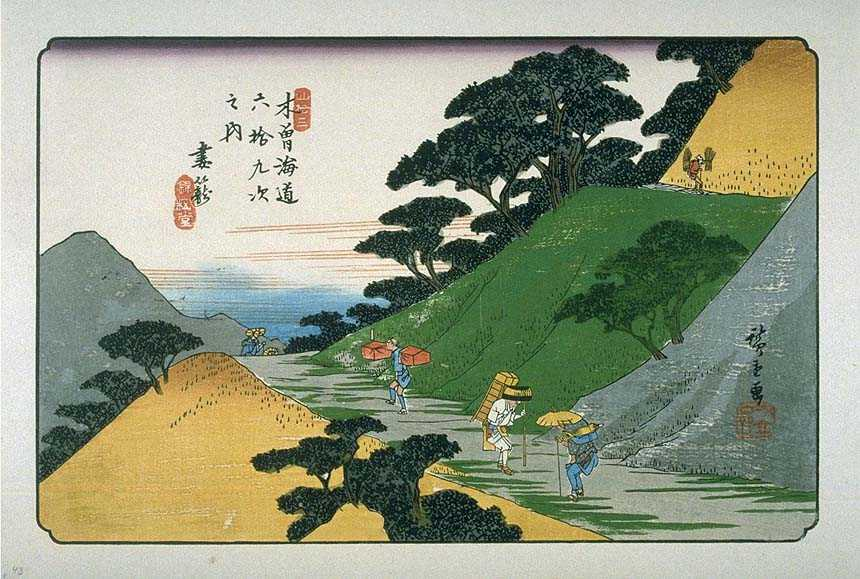
Estampe de Hiroshige représentant Tsumago-juku, de la série Les Soixante-neuf Stations du Kiso Kaidō.

Tsumago-juku (妻籠宿, Tsumago-juku) était la quarante-deuxième des soixante-neuf stations du Nakasendō. Ce relais est situé à Nagiso, dans la préfecture de Nagano, au Japon. On lui a rendu l'aspect qui était le sien en tant que shukuba, pendant l'ère Edo, et l'endroit connaît maintenant un certain succès en tant que destination touristique.

## Histoire
Durant la période Edo, Tsumago était la quarante-deuxième des soixante-neuf stations qui reliaient Edo (à présent Tokyo) à Kyoto. Avant d'être intégrée au Nakasendō, c'était la dixième des onze stations le long du Kisoji, une route commerciale mineure qui traversait la vallée de Kiso. En tant que telle, c'était une ville relais relativement prospère et cosmopolite assise sur une économie basée sur la monnaie. Elle tomba néanmoins dans l'oubli et la pauvreté après l’achèvement de la ligne Chūō de chemin de fer qui évitait Tsumago.
En 1968, les habitants engagèrent un effort pour restaurer des sites et des structures historiques de la ville. En 1971, quelque 20 maisons avaient été restaurées et une charte avait été établie selon laquelle aucun endroit dans Tsumago ne serait « vendu, loué ou détruit ». En 1976, la ville fut désignée par le gouvernement japonais comme site de préservation architectural national. Malgré son aspect historique cependant, Tsumago est complètement habitée, bien que les boutiques pour touristes constituent l'activité principale de la ville.

## Centres d'intérêt

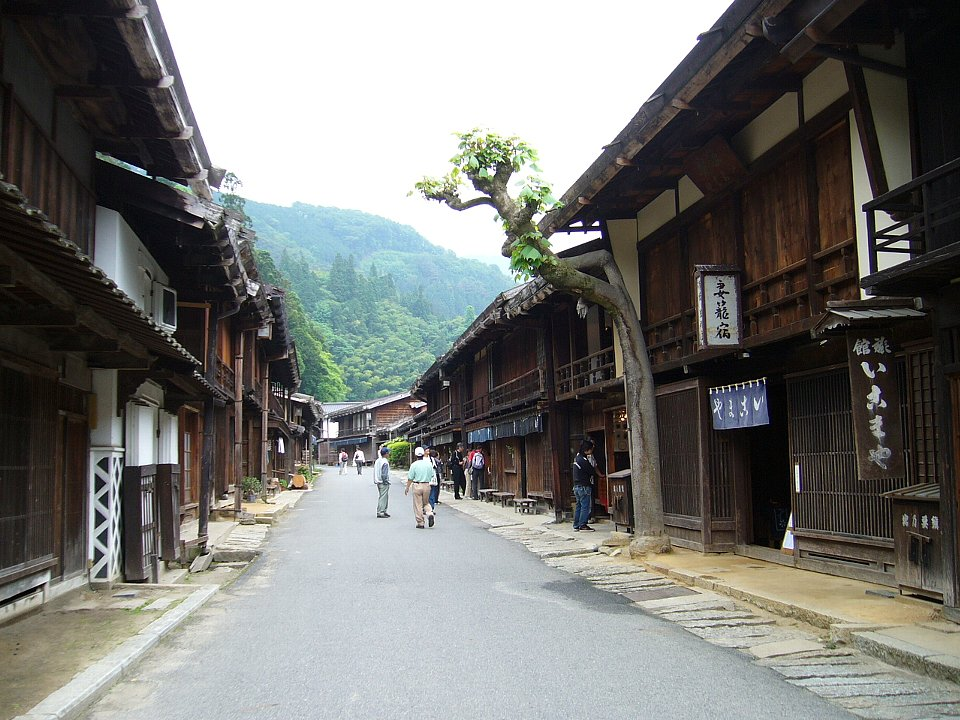
Tsumago-juku.

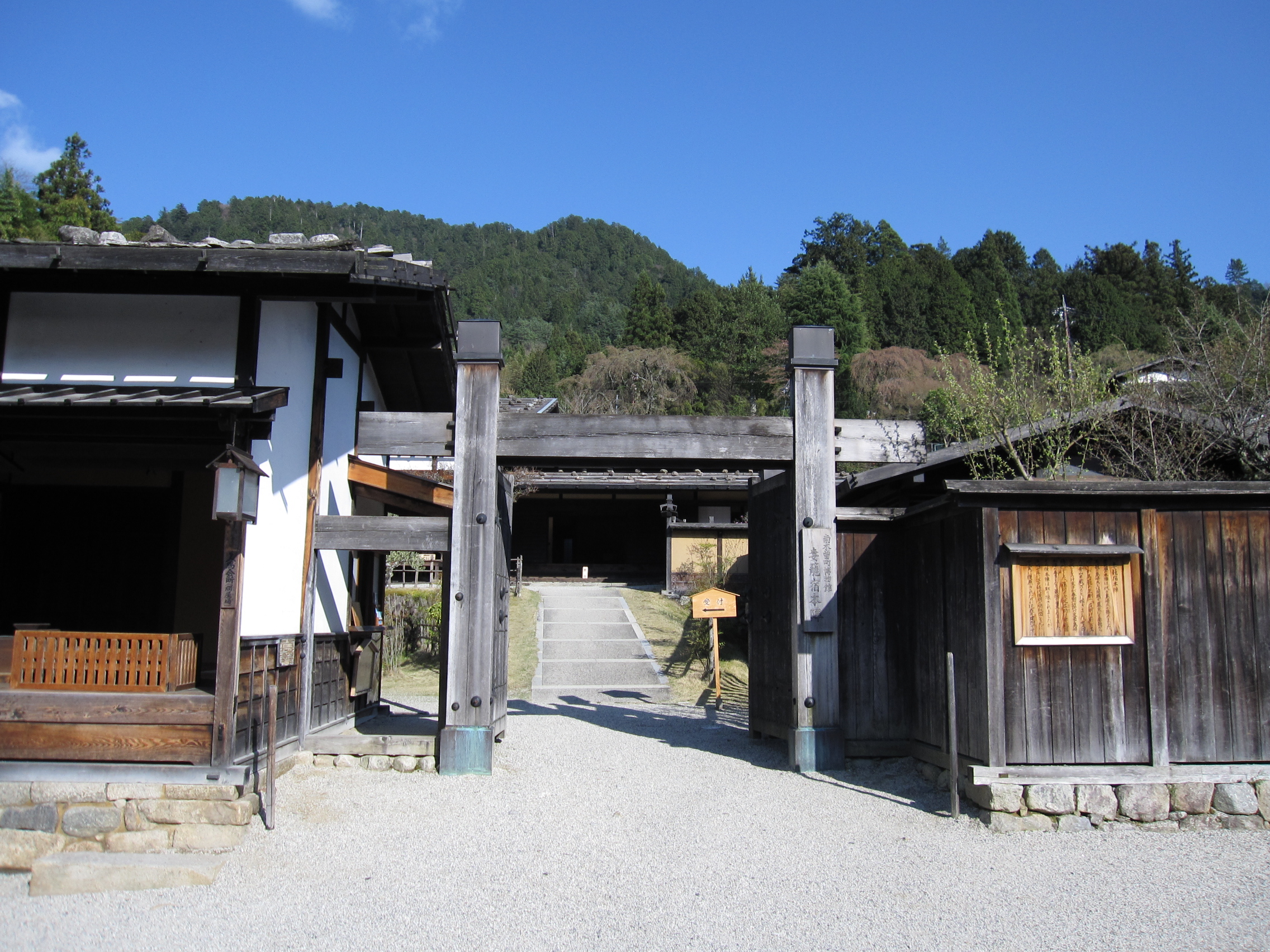
Station de repos pour hôtes de qualité tels que les daimyos.

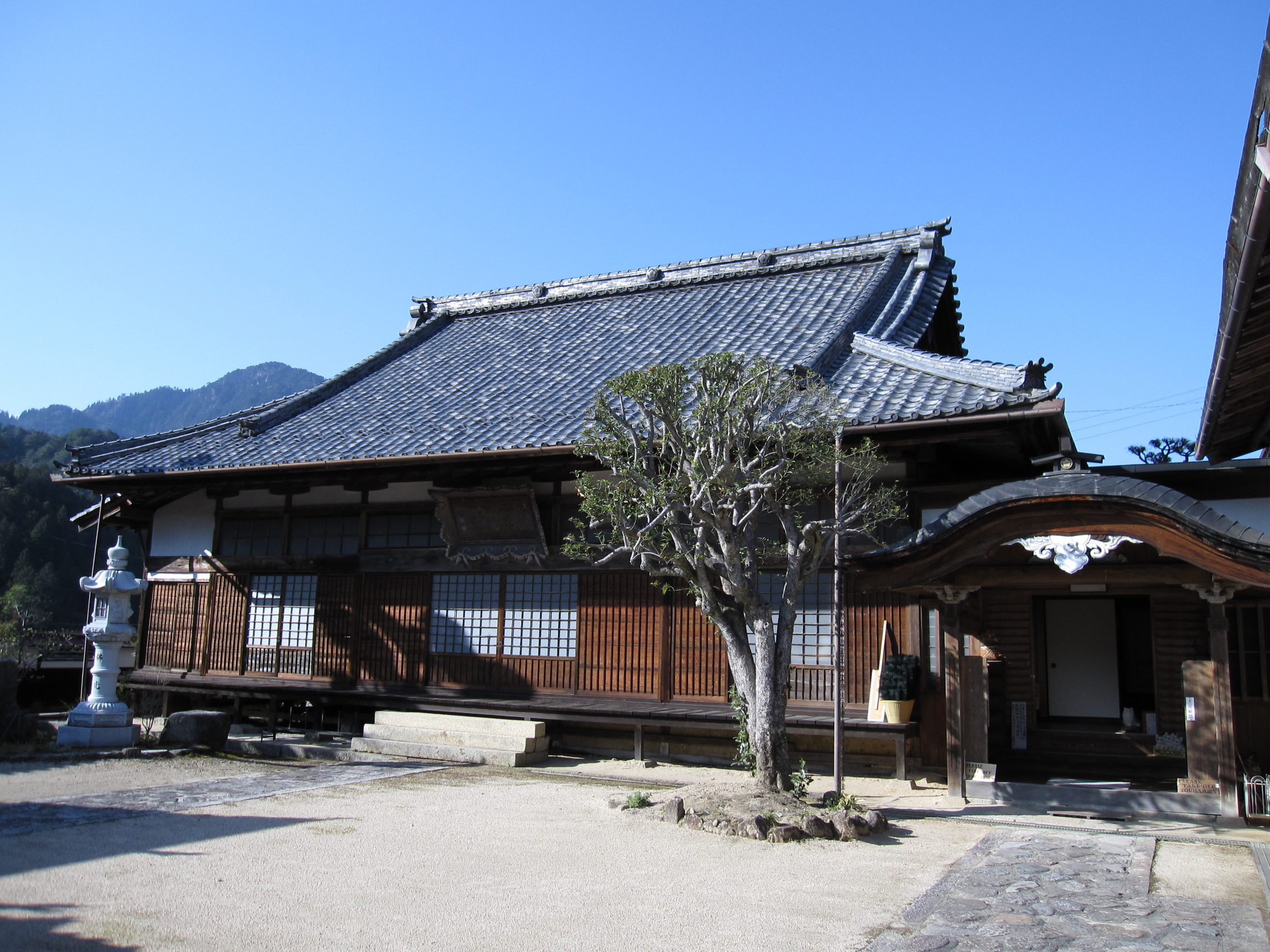
Temple Rurisan Kōtoku-ji.

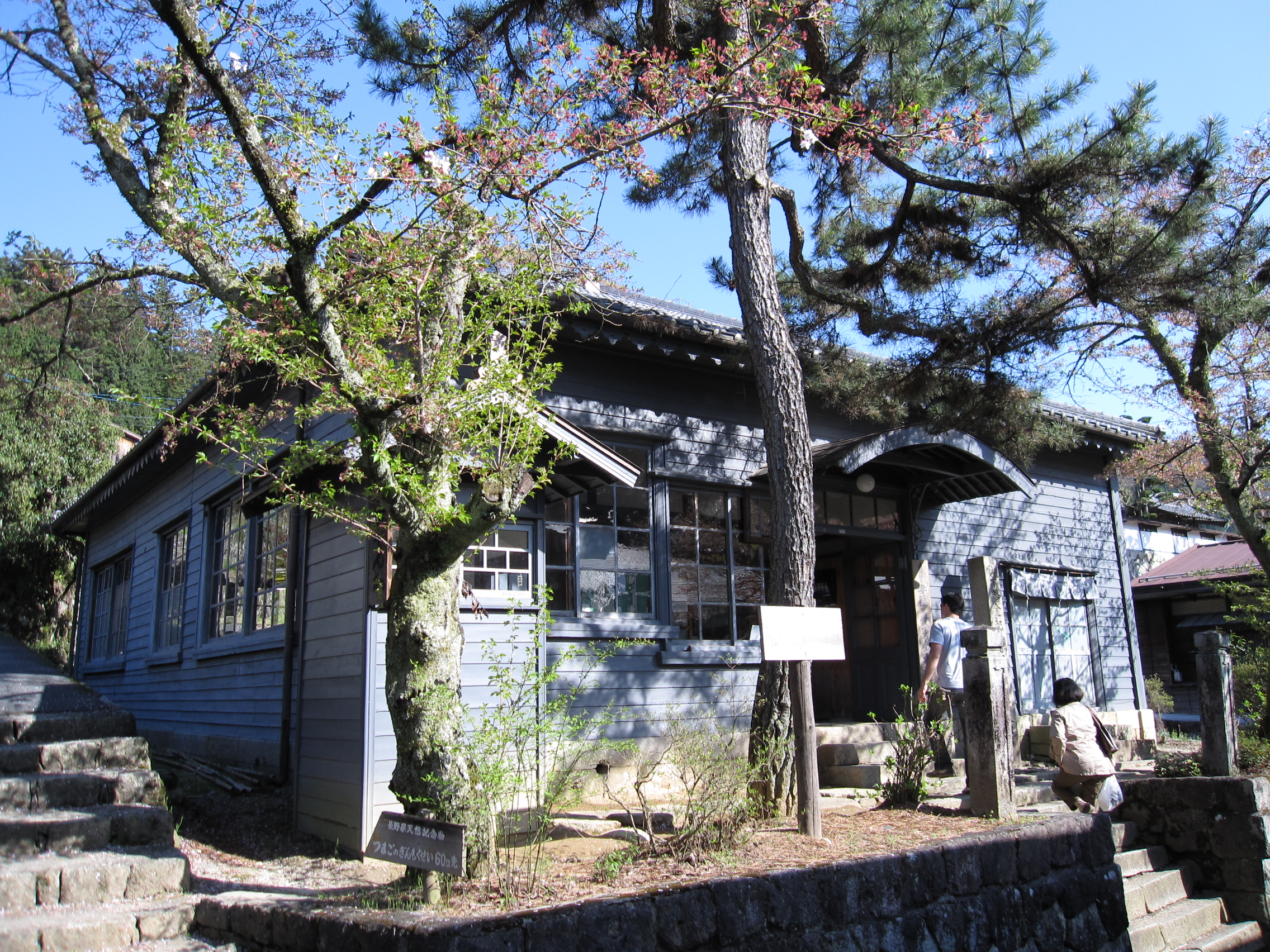
Bâtiment de l'ancienne école.

Tsumago propose un certain nombre de curiosités dont :
- l'ancienne honjin de Tsumago-juku et Okuya, la waki-honjin, sont aujourd’hui ouverts au visiteurs. La honjin, qui était l'auberge principale de la station étape, a été détruite avant d'être rebâtie en 1995. Le bâtiment original de la waki-honjin, qui était l'auberge secondaire, subsiste cependant et a été nommée bien culturel important en 2001[2],[3] ;
- le musée d'histoire Nagiso (歴史資料館) expose des informations sur l'histoire de la région, la préservation des rangées de maisons et des données sur ce type d'organisation urbaine dans tout le pays[2] ;
- le Kabuto Kannon (かぶと観音) est un petit sanctuaire dédié à Minamoto no Yoshinaka, le « général du Soleil Levant », qui construisit une citadelle à Tsumago. Ce sanctuaire a été érigé vers 1180 ;
- du château de Tsumago (妻籠城) il ne reste de nos jours que quelques ruines. Durant la période Edo cependant, son emplacement en montagne lui donnait une merveilleuse vue tant sur Tsumago-juku que sur Midono-juku. Ce fut le site d'une grande bataille en 1584. Le château fut détruit au début du XVIIe siècle pendant l'ère Genna, en conséquence de la règle « une région, un château[2] » ;
- le temple Rurisan Kōtoku-ji (光徳寺), avec ses murs blancs et ses fondations de pierres, s'élève un étage au-dessus des autres bâtiments de la zone[2]. Fondé en 1500, sa divinité principale a été ajoutée en 1599 et il est remarquable pour son plancher rossignol et son cerisier pleureur vieux de 500 ans situé devant son entrée.

La curiosité la plus intéressante cependant est peut-être la rangée de maisons restaurées le long de l'ancienne route principale. La plupart de ces maisons étaient construites pour les gens du commun au milieu du XVIIIe siècle, avec des boutiques et des auberges pour les voyageurs du Nakasendō.
Une partie tranquille de la route originale a été préservée entre Tsumago et Magome, la shukuba suivante (également restaurée). Elle propose une agréable promenade dans la forêt et le long des cascades d'eau. Pour éviter aux voyageurs de parcourir deux fois le trajet pour retourner à leur point de départ, un service de bus a été installé aux deux extrémités de la route.

## Stations voisines
Nakasendō et Kisoji
Midono-juku – Tsumago-juku – Magome-juku